# Apalis flavida
El apalis pechigualdo (Apalis flavida) es una especie de ave paseriforme de la familia Cisticolidae propia del África subsahariana.

## Taxonomía
El apalis pechigualdo fue descrito científicamente en 1852 por el ornitólogo inglés Hugh Edwin Strickland, con el nombre binomial de Drymoeca flavida. Posteriormente fue trasladado al género Apalis.
Se reconocen nueve subespecies:
- A. f. viridiceps Hawker, 1898 - se encuentra en el noreste de Etiopía y el noroeste de Somalia;
- A. f. flavocincta (Sharpe, 1882) - presente del este de Sudán del Sur y norte de Uganda al sur de Somalia y noreste de Kenia;
- A. f. caniceps (Cassin, 1859) - se extiende desde Senegal y Gambia al oeste de Kenia y norte de Angola;
- A. f. abyssinica Érard, 1974 - localizada en el suroeste de Etiopía;
- A. f. pugnax Lawson, 1968 - ocupa el oeste y centro de Kenia;
- A. f. golzi (Fischer, GA & Reichenow, 1884) - se distribuye desde los montes Taita (sureste de Kenia) al centro de Tanzania y Ruanda;
- A. f. neglecta (Alexander, 1899) - se extiende desde el este de Angola al sureste de Kenia y el este de Tanzania, y hasta Mozambique y el norte de Sudáfrica por el sur;
- A. f. flavida (Strickland, 1853) - se encuentra desde el oeste de Angola y el norte de Namibia hasta el noroeste de Zimbabue;
- A. f. florisuga (Reichenow, 1898) - localizada en el sureste de Sudáfrica.

## Distribución y hábitat
Se extiende por las sabanas y bosques secos de la mayor parte del África subsahariana, estando ausente solo de los bosques tropicales densos y las zonas más áridas.